# Bloodsports
Bloodsports je šesté studiové album anglické alternativní rockové skupiny Suede. Bylo vydáno 18. března 2013.

## Seznam skladeb
| Pořadí | Název                            | Autor                                              | Délka |
| ------ | -------------------------------- | -------------------------------------------------- | ----- |
| 1.     | Barriers                         | Brett Anderson, Richard Oakes, Neil Codling        | 3:42  |
| 2.     | Snowblind                        | Anderson, Oakes                                    | 4:03  |
| 3.     | It Starts and Ends with You      | Anderson, Codling                                  | 3:51  |
| 4.     | Sabotage                         | Anderson, Codling                                  | 3:45  |
| 5.     | For the Strangers                | Anderson, Oakes, Codling                           | 4:12  |
| 6.     | Hit Me                           | Anderson, Oakes, Codling                           | 4:03  |
| 7.     | Sometimes I Feel I'll Float Away | Anderson, Oakes                                    | 4:12  |
| 8.     | What Are You Not Telling Me?     | Anderson, Oakes, Codling                           | 3:12  |
| 9.     | Always                           | Anderson, Oakes, Codling, Simon Gilbert, Mat Osman | 4:42  |
| 10.    | Faultlines                       | Anderson, Oakes, Codling                           | 4:05  |

## Obsazení
Suede
- Brett Anderson - zpěv
- Neil Codling - syntezátory, rytmická kytara
- Simon Gilbert - bicí
- Richard Oakes - sólová kytara
- Mat Osman - baskytara